# Insuficiència ovàrica precoç
La menopausa precoç o insuficiència ovàrica precoç és la pèrdua parcial o total de la funció reproductiva i hormonal dels ovaris abans dels 40 anys.

## Tipus
- Insuficiència ovàrica primària (IOP): quan és a causa d'una disfunció fol·licular (àrea productora d'òvuls) o pèrdua precoç d'òvuls.[1][2][3]

- Insuficiència ovàrica secundària: no es pot considerar una malaltia per se, sinó un símptoma i signe d'un altre procés, com un problema a la hipòfisi o a l'hipotàlem (per exemple, un tumor), també pot ser causada per certs medicaments, exercici físic excessiu o determinats trastorns alimentaris.[4]